# Californication (албум)
Californication е седми студиен албум на американската фънк рок група Ред Хот Чили Пепърс, издаден на 8 юни 1999. Албумът бележи завръщането на китариста Джон Фрушанте в групата след напускането на Дейв Наваро през април 1998.
Californication е комерсиално най-успешният албум на Ред Хот Чили Пепърс с над 15 милиона продадени албума в световен мащаб.

## Предистория
Джон Фрушанте напуска Ред Хот Чили Пепърс по средата на турнето Blood Sugar Sex Magik през май 1992 поради проблеми свързани с наркотиците и нарасналата популярност на групата. За заместник групата привлича Арик Маршъл, който свири до приключването на турнето през февруари 1993. През пролетта на същата година, Арик Маршъл е уволнен, поради безотговорно отношение. Групата наема Джеси Тобаяс, който също не успява да се наложи в Ред Хот Чили Пепърс. На негово място Чад Смит предлага на групата да се свържат с Дейв Наваро, който приема да се приъседини към тях в края на 1993. След кратка пауза от няколко месеца, групата свири на фестивала Удсток '94, където Дейв Наваро дебютира на живо.
Ред Хот Чили Пепърс стартират двугодишно турне One Hot Minute на 27 септември 1995, 2 седмици след издаването на албума. Първата спирка е Европа, а концертите в Северна Америка планирани за месеците ноември-декември са отложени, поради контузия на Чад Смит, който чупи китката си по време на бейзболен мач. Концертите в Северна Америка са насрочени за февруари-април, по време на един, от които Антъни Кийдис пада от сцената, контузвайки прасеца си. Групата свири на Tibetan Freedom Fest редом с групите Бийсти Бойс, Смашинг Пъмпкинс, Бьорк, Бек и Rage Against the Machine. По същото време се появяват признаци на отчуждение от страна на Дейв Наваро, който не чувства нуждата да свири с Флий, когато не са в студиото. През 1997 година Ред Хот Чили Пепърс, свирят единствено на Mount Fuji Festival, след като останалите участия на групата са отменени заради катастрофа на Антъни Кийдис с мотоциклет. Злополучният концерт на Mount Fuji Festival е прекъснат след осмата песен заради разразилия се ураган Рози. През септември 1997 Дейв Наваро и Флий вземат участие в реформираната група Jane's Addiction, а по същото време Антъни Кийдис все повече се пристрастява към употребата на хероин, дрогирайки се в разни хотели из Лос Анджелис. След седмица влиза за пореден път в реабилитационен център, но когато приключва лечението си, се връща отново към наркотиците. В началото на 1998 Ред Хот Чили Пепърс се събират да свирят отново. Резултатът от тези джемове е незадоволителен поради проблемите на Дейв Наваро с наркотиците. В началото на април 1998 той е уволнен от Ред Хот Чили Пепърс, след като отказва да се запише на лечение. Флий е категоричен, че групата няма бъдеще без Джон Фрушанте, с когото се свързват веднага след уволнението на Наваро. Известен факт за Джон през годините след раздялата с групата през 1992 е, че той развива зависимост към хероина, която почти го убива и оставя в бедност. Сривът му е документиран във видео материал на холандската телевизия VPRO, както и в късометражния филм на Джони Деп – Stuff. В резултат от злоупотребите по тялото му остават множество белези, като се налага поставянето на зъбни протези, за да се избегне фатална инфекция в устната кухина. Успява да се пречисти през февруари 1998, месец след като постъпва в реабилитационния център Лас Енсинас и два месеца по-късно на 29 април 1998 е официално обявено завръщането му в Ред Хот Чили Пепърс.

## Записи
Първите седмици след завръщането на Джон, групата свири в гаража на Флий, където той е основал домашно студио. Първата изява на групата е в столицата Вашингтон в клуба 9:30, а на другия ден официално на JFK Stadium за концерта Tibetan Freedom Fest. Ред Хот Чили Пепърс се намират в плодотворен период, вдъхновени от присъствието на Джон Фрушанте, който бавно възстановява качествата си. Повечето песни в албума са написани още в гаража на Флий, но едно от стихотворенията на Кийдис, която ще се окаже песента "Californication", отнема доста време на Джон докато измисли акордите за нея. Текстът е вдъхновен от пътешествията на Антъни Кийдис из Югоизточна Азия, където е впечатлен от огромната популярност на Холивуд. След оттеглянето на Линди Гьоц, групата се свързва с мениджърите от Q-Prime, Клиф Бърнстийн и Питър Менш, които ръководят делата на изпълнители като Металика, AC/DC, Смашинг Пъмпкинс, Мадона и Шаная Туейн. За продуцент групата се свързва с дуото Брайън Ено и Даниел Ланоа, които са известни с работата си по албумите на U2. Ено и Ланоа отклоняват предложението, както и Дейвид Бауи, така Ред Хот Чили Пепърс в крайна сметка за трети пореден път се спират на Рик Рубин. За място на записите групата избира Cello Studios в Лос Анджелис, където влизат през декември 1998. Записаните парчета не впечатляват мениджърите Бърнстийн и Менш, но въпреки това групата е убедена в добре свършената работа. Клиф Бърнстийн предлага за първи сингъл от албума песента Scar Tissue.

## Приемане
Californication е издаден на 8 юни 1999, дебютирайки на пета и достигайки трета позиция в класацията на Billboard в САЩ. В Европа албумът достига пета позиция във Великобритания, първа във Финландия, Австрия, Швеция и Нова Зеландия, продавайки общо 15 милиона копия в световен мащаб. Само в Съединените щати продажбите са над 10 милиона, сертифициран 5 пъти мулти-платинен.
Californication успява да спечели одобрението на критиците, които са разочаровани от предшественика му, One Hot Minute. Над него тегне сянката на пробивния албум на групата, Blood Sugar Sex Magik, който според думите на музикалния критик Стив Хюи, от AllMusic Guide, e възможно най-добрият продукт, който Ред Хот Чили Пепърс са способни да създадат. Списание Ролинг Стоун хвали значително подобрените вокални качества на Антъни Кийдис Грег Прато, от AllMusic Guide, твърди, че Californication дължи успеха си главно на завръщането на китариста Джон Фрушанте, считайки го за идеалния китарист на Ред Хот Чили Пепърс.

## Състав
- Антъни Кийдис – вокали
- Джон Фрушанте – китара, беквокали, клавишни
- Флий – бас китара, тромпет
- Чад Смит – барабани, перкусии
- Рик Рубин – продуцент
- Грег Кърстин – клавишни
- Патрик Уорън – мелотрон в песента Road Trippin'
- Джим Скот – звуков инженер, аудио миксиране
- Джон Сьоренсън – допълнителен звуков инженер
- Грег Фиделмън – допълнителен звуков инженер
- Грег Колинс – допълнителен звуков инженер
- Дейвид Шифмън – допълнителен звуков инженер
- Дженифър Хилиърд – асистент звуков инженер
- Ок Хии Ким – асистент звуков инженер
- Линзи Чейс – продуцент координатор
- Владимир Мелър – мастъринг
- Лоурънс Азерад – фотографии
- Соня Коскоф – фотографии
- Тони Уолискрофт – фотографии